# Irene Storms Bento
Irene Storms Bento, geborene Irene Danner, (* 28. Januar 1923 in Lüttich; † 18. April 2006 in Eschollbrücken (Pfungstadt)) war eine Zirkusreiterin, die unter anderen im Circus Sarrasani und im Circus Adolf Althoff auftrat.

## Leben
Sie stammte mütterlicherseits aus der Zirkusfamilie Lorch. Ihre Mutter war Alice Lorch, die Tochter von Julius Lorch, "König" der gleichnamigen Ikarier-Zirkustruppe. Ihr Vater war Hans Danner, ein Akrobat am Schwungseil, der im Zirkus Lorch ausgebildet wurde.
Erst verbrachte sie ein Jahr im Haus ihrer Großmutter, Sessie Lorch geb. Keller, im hessischen Eschollbrücken, 3 km von Pfungstadt entfernt – das Winterquartier der Lorchs. Als sie ein Jahr alt wurde, bekamen die Eltern ein Engagement bei dem damals größten und besten deutschen Zirkus Sarrasani. Zwei Jahre verbrachten sie in Südamerika und kehrten dann zurück nach Eschollbrücken. Von da an wuchs Irene bei ihrer Großmutter, Sessie Lorch, auf. 1927 kam ihre Schwester Gerda zur Welt.
Zirkus war zu dieser Zeit in Mode. Dies machte Irene zu einer begehrten Schulfreundin. Doch der stark wachsende Antisemitismus und die damit verbundenen Anfeindungen erlebte das Mädchen hautnah. Am 13. September 1930 ging der Zirkus Lorch in Konkurs. 1938 wurde ein weiteres Gesetz zur Einschränkung der Rechte von Juden erlassen, womit allen jüdischen Kindern 1. Grades der Besuch der Schule verboten wurde. Daraufhin arbeitete sie als Sprechstundenhilfe für ihren Zahnarzt Wilhelm Eidmann.
1936 wurden die Eltern vom Zirkus BUSCH engagiert. Das Mädchen begleitete ihre Eltern. Bei den „Carolis“, einer Akrobatentruppe des Zirkus, lernt sie von einem Pferd auf das andere zu springen. 1939 wurde das Mädchen ebenfalls eingesetzt und trat erstmals auf. Als das einzige Mädchen der Truppe begeisterte sie das Publikum. Aber bald teilten ihr die Carolis ihr mit, sie dürften aufgrund einer Anordnung aus Berlin nicht mehr mit Irene zusammen auftreten.
1941 lernte sie den Clown Peter Bento – eigentlich Storms – nach einer Vorstellung kennen und verliebte sich. Auch Peter Bento kam aus einer Zirkusfamilie, er war in Belgien geboren. Er setzte sich für sie ein, damit sie im Zirkus ALTHOFF aufgenommen wurde. Am 25. August 1941 unterzeichnete ihre Mutter ihren Vertrag über eine Rolle als Clownesse und Akrobatin für 150 Reichsmark pro Monat, bei freier Kost und Logis. Am 20. Dezember 1942 brachte sie Peter, ihr erstes Kind auf der Welt, dann kamen Jano, Mary (28. Juni 1945) und nach dem Krieg folgen noch Daisy (1949) und Astrid (1959).
Aber die antisemitischen Bedrohungen stiegen weiter. Am 7. März 1943 wurde die Familie Lorch denunziert, Sessie Lorch, Irenes Großmutter, ihre Onkel Eugen, Arthur und Rudolph Lorch von der Gestapo verhaftet und in das Vernichtungslager Auschwitz deportiert bzw. ermordet.
Das Mädchen hatte im Zirkus ALTHOFF mehr Glück. Es gelang ihr der Gestapo zu entgehen. Die Familie Althoff nahm sie als „kleine Italienerin“ auf, ebenso wie Alice, Hans und ihre Schwester Gerda. 
1948 heirateten Peter und Irene und kehrten zurück nach Eschollbrücken. Sie arbeiteten weiter als Artisten und auch die Kinder ergriffen diesen Beruf. Daisy und Mary wurden Jongleusen, Jano und Astrid gründeten den Kinderzirkus Clowni.
Irene und Peter Storms Bento sind auf dem Friedhof in Eschollbrücken beigesetzt.